# Bardyny
Bardyny (Duits: Baarden) is een plaats in het Poolse district  Braniewski, woiwodschap Ermland-Mazurië. De plaats maakt deel uit van de gemeente Wilczęta en telt 133 inwoners.